# Riddergøgeurt
Riddergøgeurt (Orchis militaris), ofte skrevet ridder-gøgeurt, er en 25-60 cm høj orkidé, der er vidt udbredt over det meste af Europa bortset fra de nordlige egne. Mod øst findes den udbredt gennem Rusland til Sibirien indtil Bajkal-området. Den vokser på uforstyrret græsslette, i åbne skove eller krat. Riddergøgeurt har lyserøde blomster, hvor de ydre blosterblade er samlet til en hætte. Blomstens tre-fligede læbe er blegrød med mørkerøde prikker. Den blomstrer i april-juni.
I Danmark blev riddergøgeurt observeret i en kort årrække i 1980'erne i Dania Kalkgrav ved Mariager Fjord, der endte med at blive opfyldt og planeret i 1989, så den lille bestand forsvandt. I maj 2016 blev arten fundet på Amager Fælled.
I Sverige findes arten bl.a. på Gotland, der er et dens nordligste voksesteder i Europa.